# Heinrich VI. (Glogau-Sagan)
Heinrich VI. von Glogau (auch Heinrich VI. „der Ältere“; * vor 1345; † 5. Dezember 1393) war von 1369 bis 1378 (gemeinsam mit seinen Brüdern) Herzog von Sagan und (herzoglich) Glogau und ab 1378 alleiniger Herzog von Sagan und Crossen. Er war ein Lehnsmann der Krone Böhmen und entstammte dem Glogauer Zweig der Schlesischen Piasten. 

## Leben
Seine Eltern waren Heinrich V. „der Eiserne“ († 1369) und Anna († 1363), Tochter des Herzogs Wacław von Płock. 1372 vermählte er sich mit Hedwig († 1409), einer Tochter des Liegnitzer Herzogs Wenzel I.
Beim Tod seines Vaters Heinrich V. 1369 waren Heinrich VI. d. Ä. und seine jüngeren Brüder Heinrich VII. „Rampold“ und Heinrich VIII. „Sperling“ noch nicht volljährig. Deshalb wurden sie unter die Vormundschaft des Liegnitzer Herzogs Ruprecht I. gestellt, der sich 1372 mit ihrer damals bereits verwitweten Schwester Hedwig vermählte. Bei den entstandenen Erbstreitigkeiten spielte der Liegnitzer Herzog Ludwig eine Vermittlerrolle. Er war ein Schwager ihres verstorbenen Vaters und erreichte, dass von einer Teilung von dessen hinterlassenen Gebieten zunächst abgesehen wurde. 1372 vermählte sich Heinrich VI. d. Ä. mit Hedwig, einer Schwester des Liegnitzer Herzogs Heinrich VII.
Bei der 1378 erfolgten Teilung erhielt Heinrich VI. d. Ä. das Herzogtum Sagan sowie Crossen. Dynastisch blieb die Teilung ohne Auswirkungen, da Heinrich VI. d. Ä. 1393 und sein Bruder Heinrich VII. „Rumpold“ nur ein Jahr später ebenfalls ohne Nachkommen verstarben. Somit gelangte der gesamte Besitz, bis auf halb Guhrau, das an Oels abgegeben werden musste, 1394 an den jüngsten Bruder Heinrich VIII. „Sperling“.